# Campeonato Pan-Pacífico de Natación de 1993
El V Campeonato Pan-Pacífico de Natación se celebró en Kobe (Japón) entre el  12 y el 15 de agosto de 1993 bajo la organización de la Federación Internacional de Natación (FINA) y la Federación Japonesa de Natación.

## Resultados

### Masculino
| Evento                    | Oro                                                                             | Plata                                                                     | Bronce                                                                                  |
| ------------------------- | ------------------------------------------------------------------------------- | ------------------------------------------------------------------------- | --------------------------------------------------------------------------------------- |
| 50 m libre (15.08)        | Jon Olsen Estados Unidos 22,68                                                  | Joe Hudepohl Estados Unidos 22,95                                         | Dean Kondziolka · Canadá · 23,16                                                        |
| 100 m libre (13.08)       | Jon Olsen Estados Unidos 49,73                                                  | Chris Fydler Australia 50,02                                              | John Steel Nueva Zelanda 50,12                                                          |
| 200 m libre (12.08)       | Josh Davis Estados Unidos 1:48,50                                               | Trent Bray Nueva Zelanda 1:49,69                                          | Ugur Taner Estados Unidos 1:49,80                                                       |
| 400 m libre (14.08)       | Kieren Perkins Australia 3:49,43                                                | Daniel Kowalski Australia 3:52,18                                         | Chad Carvin Estados Unidos 3:52,46                                                      |
| 800 m libre (12.08)       | Kieren Perkins Australia 7:50,51                                                | Daniel Kowalski Australia 7:56,95                                         | Chad Carvin Estados Unidos 8:00,36                                                      |
| 1500 m libre (15.08)      | Kieren Perkins Australia 14:55,92                                               | Daniel Kowalski Australia 15:06,77                                        | Carlton Bruner Estados Unidos 15:16,64                                                  |
| 100 m espalda (12.08)     | Jeff Rouse Estados Unidos 54,85                                                 | Brian Retterer Estados Unidos 55,59                                       | Hajime Itoi Japón 56,54                                                                 |
| 200 m espalda (14.08)     | Royce Sharp Estados Unidos 1:59,21                                              | Tripp Schwenk Estados Unidos 2:00,08                                      | Hajime Itoi Japón 2:00,68                                                               |
| 100 m braza (13.08)       | Philip Rogers Australia 1:01,56                                                 | Akira Hayashi Japón 1:01,82                                               | Seth Van Neerden Estados Unidos 1:02,35                                                 |
| 200 m braza (15.08)       | Philip Rogers Australia 2:13,50                                                 | Jonathan Cleveland · Canadá · 2:14,31                                     | Eric Wunderlich Estados Unidos 2:15,47                                                  |
| 100 m mariposa (14.08)    | Mark Henderson Estados Unidos 53,91                                             | Seth Pepper Estados Unidos 54,27                                          | Danyon Loader Nueva Zelanda 54,35                                                       |
| 200 m mariposa (12.08)    | Danyon Loader Nueva Zelanda 1:58,30                                             | Scott Miller Australia 1:58,47                                            | Mitsuharu Takane Japón 2:00,77                                                          |
| 200 m estilos (15.08)     | Matthew Dunn Australia 2:01,52                                                  | Greg Burgess Estados Unidos 2:01,54                                       | Trip Zedlitz Estados Unidos 2:03,38                                                     |
| 400 m estilos (13.08)     | Matthew Dunn Australia 4:19,05                                                  | Tom Dolan Estados Unidos 4:20,72                                          | Matt Hooper Estados Unidos 4:21,98                                                      |
| 4 × 100 m libre (14.08)   | Estados Unidos Joe Hudepohl Seth Pepper David Fox Jon Olsen 3:17,50             | Australia Chris Fydler Darren Lange Andrew Baildon Matthew Dunn 3:20,53   | Canadá · Sebastien Goulet · Dean Kondziolka · Stephen Clarke · Robert Braknis · 3:22,01 |
| 4 × 200 m libre (13.08)   | Estados Unidos Greg Burgess Christopher Eckermann Ugur Taner Josh Davis 7:18,66 | Australia Kieren Perkins Deane Pieters Malcolm Allen Matthew Dunn 7:25,11 | Nueva Zelanda John Steel Trent Bray Craig Ford Danyon Loader 7:26,28                    |
| 4 × 100 m estilos (15.08) | Estados Unidos Jeff Rouse Seth Van Neerden Mark Henderson Jon Olsen 3:39,52     | Australia Simon Beqir Philip Rogers Scott Miller Chris Fydler 3:41,56     | Japón Hajime Itoi Akira Hayashi Mitsuharu Takane Hajime Oono 3:43,22                    |

### Femenino
| Evento                    | Oro                                                                                    | Plata                                                                         | Bronce                                                                                       |
| ------------------------- | -------------------------------------------------------------------------------------- | ----------------------------------------------------------------------------- | -------------------------------------------------------------------------------------------- |
| 50 m libre (15.08)        | Jennifer Thompson Estados Unidos 25,60                                                 | Angel Martino Estados Unidos 25,78                                            | Jessica Amey · Canadá · 26,06                                                                |
| 100 m libre (13.08)       | Jennifer Thompson Estados Unidos 55,25                                                 | Susan O'Neill Australia 55,80                                                 | Angel Martino Estados Unidos 55,97                                                           |
| 200 m libre (12.08)       | Claudia Poll · Costa Rica · 1:58,85                                                    | Nicole Haislett Estados Unidos 1:58,95                                        | Suzu Chiba Japón 1:59,56                                                                     |
| 400 m libre (14.08)       | Janet Evans Estados Unidos 4:07,47                                                     | Claudia Poll · Costa Rica · 4:09,61                                           | Suzu Chiba Japón 4:10,67                                                                     |
| 800 m libre (15.08)       | Janet Evans Estados Unidos 8:23,72                                                     | Hayley Lewis Australia 8:26,66                                                | Claudia Poll · Costa Rica · 8:33,80                                                          |
| 1500 m libre (12.08)      | Hayley Lewis Australia 16:04,84                                                        | Stacey Gartrell Australia 16:10,42                                            | Alexis Larsen Estados Unidos 16:19,03                                                        |
| 100 m espalda (12.08)     | Lea Loveless Estados Unidos 1:01,35                                                    | Barbara Bedford Estados Unidos 1:01,54                                        | Yoko Koikawa Japón 1:03,21                                                                   |
| 200 m espalda (14.08)     | Barbara Bedford Estados Unidos 2:10,97                                                 | Lea Loveless Estados Unidos 2:11,42                                           | Leigh Habler Australia 2:13,89                                                               |
| 100 m braza (13.08)       | Anita Nall Estados Unidos 1:09,11                                                      | Samantha Riley Australia 1:09,18                                              | Guylaine Cloutier · Canadá · 1:09,93                                                         |
| 200 m braza (15.08)       | Anita Nall Estados Unidos 2:28,40                                                      | Rebecca Brown Australia 2:28,42                                               | Kristine Quance Estados Unidos 2:28,75                                                       |
| 100 m mariposa (14.08)    | Jennifer Thompson Estados Unidos 59,33                                                 | Susan O'Neill Australia 59,86                                                 | Petria Thomas Australia 1:01,03                                                              |
| 200 m mariposa (12.08)    | Rie Shito Japón 2:10,36                                                                | Mika Haruna Japón 2:11,64                                                     | Julie Majer Australia 2:11,88                                                                |
| 200 m estilos (15.08)     | Allison Wagner Estados Unidos 2:12,54                                                  | Hitomi Maehara Japón 2:14,60                                                  | Elli Overton Australia 2:15,45                                                               |
| 400 m estilos (13.08)     | Kristine Quance Estados Unidos 4:39,25                                                 | Allison Wagner Estados Unidos 4:41,22                                         | Hayley Lewis Australia 4:44,13                                                               |
| 4 × 100 m libre (14.08)   | Estados Unidos Melanie Valerio Nicole Haislett Angel Martino Jennifer Thompson 3:42,56 | Australia Anna Windsor Sarah Ryan Sally-Anne Sullivan Susan O'Neill 3:46,20   | Canadá · Marianne Limpert · Shannon Shakespeare · Patricia Levesque · Joanne Malar · 3:47,55 |
| 4 × 200 m libre (13.08)   | Estados Unidos Nicole Haislett Janet Evans Sarah Anderson Jennifer Thompson 8:06,28    | Australia Susan O'Neill Stacey Gartrell Anna Windsor Hayley Lewis 8:08,73     | Japón Sachiko Miyaji Yoko Koikawa Tomoko Goza Suzu Chiba 8:08,74                             |
| 4 × 100 m estilos (15.08) | Estados Unidos Lea Loveless Anita Nall Jennifer Thompson Angel Martino 4:04,90         | Australia Nicole Stevenson Samantha Riley Petria Thomas Susan O'Neill 4:08,10 | Japón Yoko Koikawa Kyoko Kasuya Rie Shito Suzu Chiba 4:10,08                                 |

## Medallero
| Núm. | País           | Oro | Plata | Bronce | Total |
| ---- | -------------- | --- | ----- | ------ | ----- |
| 1    | Estados Unidos | 23  | 11    | 11     | 45    |
| 2    | Australia      | 8   | 17    | 5      | 30    |
| 3    | Japón          | 1   | 3     | 9      | 13    |
| 4    | Nueva Zelanda  | 1   | 1     | 3      | 5     |
| 5    | Costa Rica     | 1   | 1     | 1      | 3     |
| 6    | Canadá         | 0   | 1     | 5      | 6     |
|      | TOTAL          | 34  | 34    | 34     | 102   |